# Sulfocianeto de cobre
O Sulfocianeto de Cobre é um composto inorgânico de fórmula {\displaystyle {\ce {CuSCN}}}.
O sulfocianeto de cobre pode ser obtido pela reação de sulfato de cobre, pó de cobre e tiocianato de potássio a 70°C em solventes eutéticos:
{\displaystyle \mathrm {CuSO_{4}+Cu+\ 2\ KSCN\longrightarrow \ 2\ CuSCN\downarrow +\ K_{2}SO_{4}} }
Também pode ser obtido pela reação de tiocianatos de metal alcalino com cloreto de cobre(I) a 80-90°C ou com soluções de sulfato de cobre(II) na presença de sulfitos:
{\displaystyle \mathrm {CuCl+KSCN\longrightarrow CuSCN\downarrow +\ KCl} }